# Cynanchum purpureiflorum
Cynanchum purpureiflorum är en oleanderväxtart som beskrevs av G. Morillo. Cynanchum purpureiflorum ingår i släktet Cynanchum och familjen oleanderväxter. Inga underarter finns listade i Catalogue of Life.